# Chionochloa howensis
Chionochloa howensis är en gräsart som beskrevs av Surrey Wilfrid Laurance Jacobs. Chionochloa howensis ingår i släktet Chionochloa och familjen gräs.
Artens utbredningsområde är Lord Howeön. Inga underarter finns listade i Catalogue of Life.